# Plistobunus
Plistobunus – niewielki rodzaj kosarzy z podrzędu Laniatores i rodziny Epedanidae. Gatunkiem typowym jest Plistobunus rapax.

## Występowanie
Przedstawiciele rodzaju występują w południowo-wschodnich Chinach.

## Systematyka
Do 2011 roku takson monotypowy. Obecnie znane są dwa gatunki:
- Plistobunus columnarius Lian, Wei-Guang, Chao Zhang & Feng Zhang, 2011
- Plistobunus rapax Pocock, 1903